# Ostrinia obumbratalis
Ostrinia obumbratalis là một loài bướm đêm trong họ Crambidae.